# Kościół św. Jana Chrzciciela w Wasiliszkach
Kościół św. Jana Chrzciciela – rzymskokatolicki kościół wzniesiony w 1769.

## Historia
Kościół został zbudowany w 1769 w stylu baroku wileńskiego. Pierwotnie funkcjonował przy nim klasztor dominikański, który został on skasowany przez władze rosyjskie w 1832. Po zamknięciu klasztoru kościół został przekształcony w prawosławną cerkiew. Przebudowa kościoła na cerkiew w stylu stylu bizantyjsko-rosyjskim nastąpiła na przełomie XIX i XX w., według projektu Konstantego Wojciechowskiego. Z tego okresu pochodzi półokrągły szczyt nad fasadą. W 1919 budynek został zrewindykowany na rzecz Kościoła katolickiego. Od tego czasu nieprzerwanie funkcjonuje jako kościół parafialny.

## Architektura
Podominikański kościół w Wasiliszkach jest trójnawową i dwuwieżową bazyliką. Dwie wieże świątyni są trójkondygnacyjne, obydwie wzniesiono na planie prostokąta o ściętych narożnikach. Elewacje wież są wklęsło-wypukłe, dodatkowo zdobią je gzymsy. Elewację frontową świątyni zdobią ponadto rzędy pilastrów oraz półokrągły szczyt z czasów rosyjskiej przebudowy. Boczne ściany kościoła zdobią lizeny. Prezbiterium kościoła zamknięte jest półkoliście, przylega do niego prostokątna zakrystia. Budynek otoczony jest kamiennym ogrodzeniem, w którym znajduje się barokowa brama zbudowana w tym samym czasie, co cały kościół.
Na wyposażeniu kościoła znajduje się zespół rokokowych ołtarzy wykonanych z kamienia imitującego marmur. Ponadto znajduje się w nim epitafium Józefa Białopiotrewicza, strażnika lidzkiego (zm. 1770) oraz tablica pamiątkowa ku czci żołnierzy AK zamordowanych 10 stycznia 1944 przez Niemców.

## Galeria

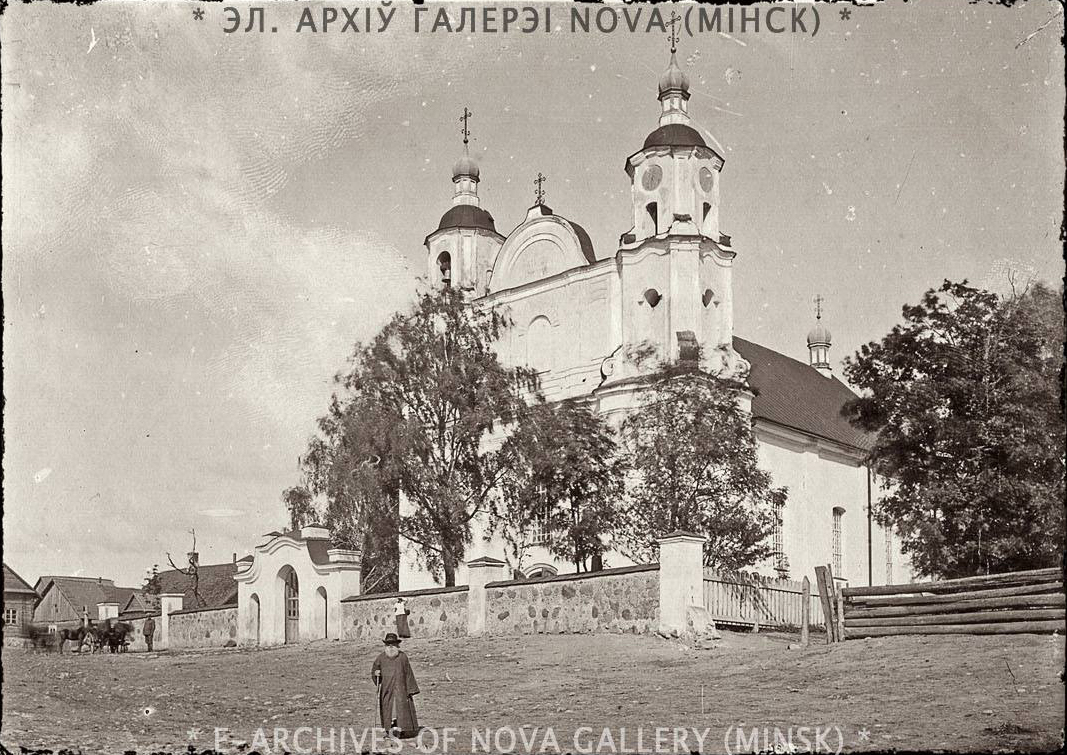
Kościół około 1900 roku
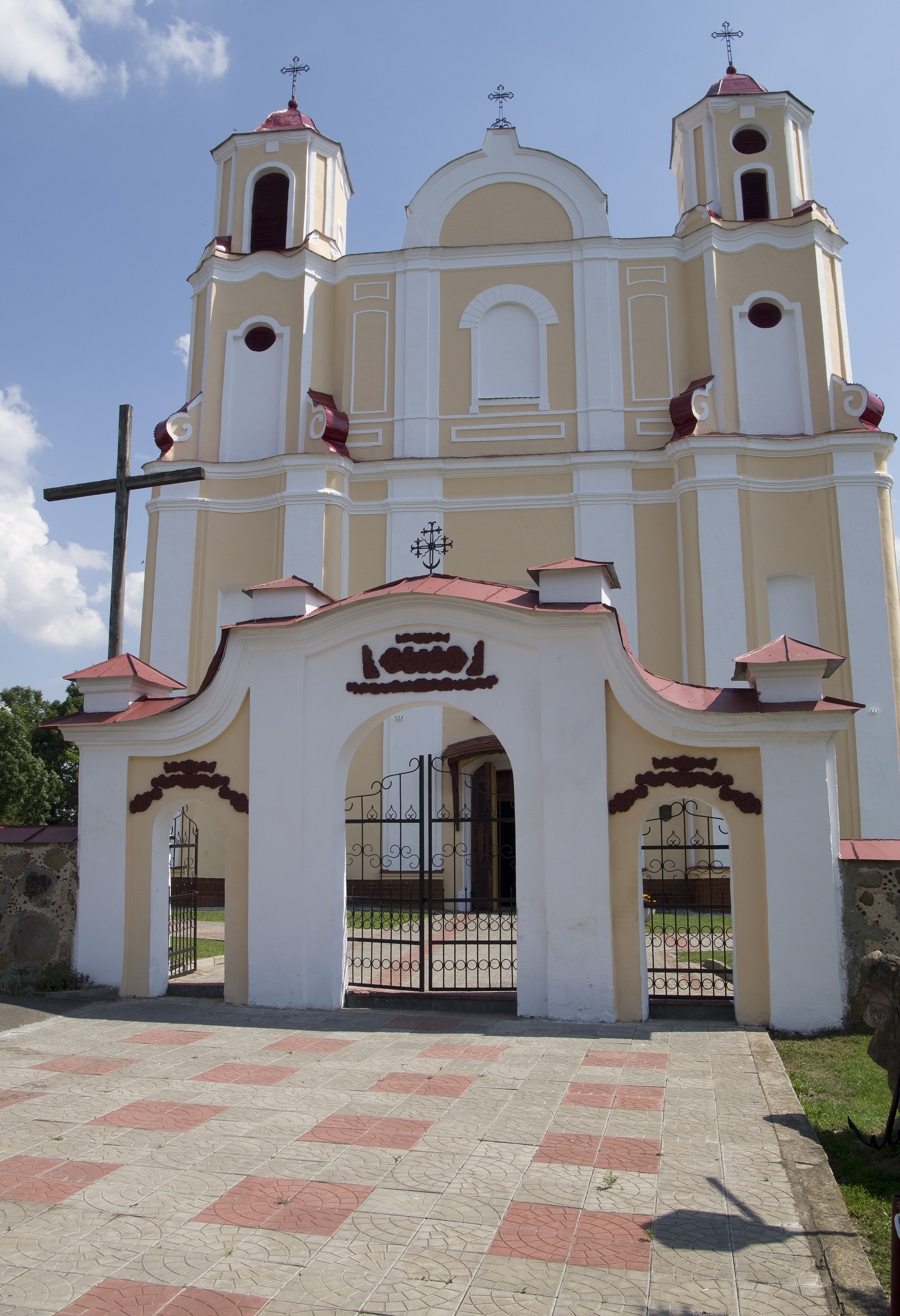
Brama i fasada kościoła
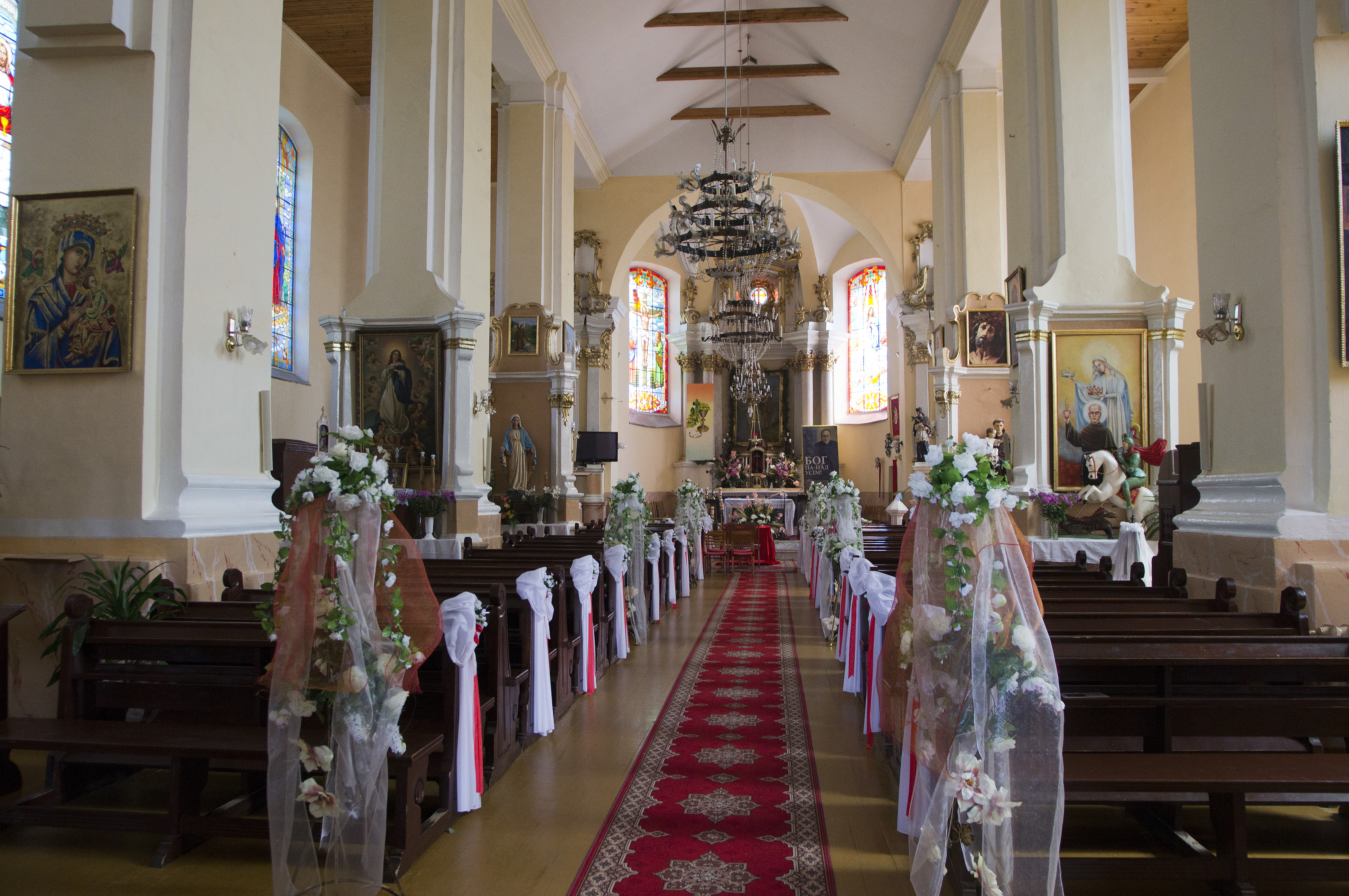
Wnętrze
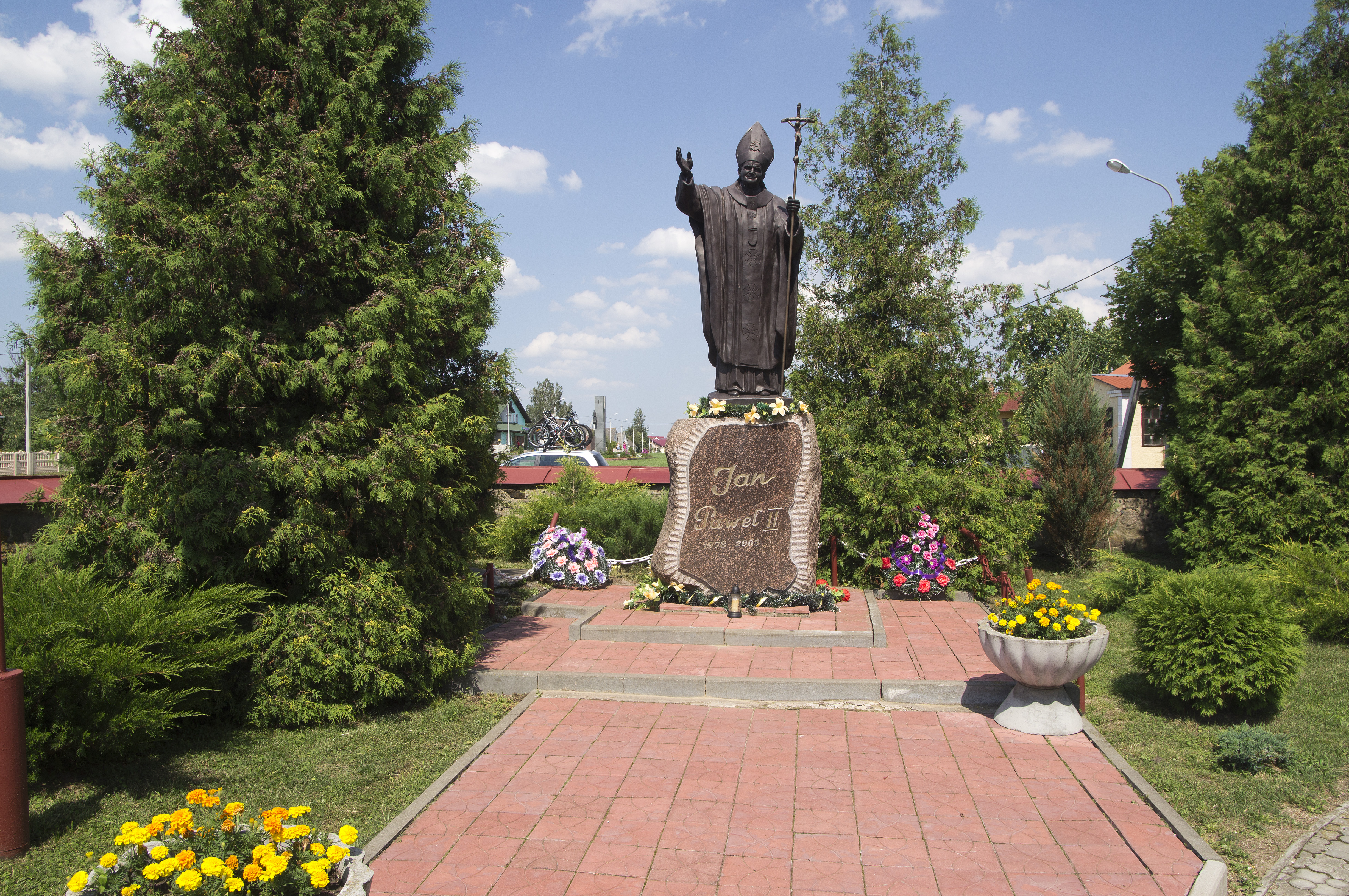
Pomnik Jana Pawła II